# Actinotia radiosa
Actinotia radiosa – gatunek motyla z rodziny sówkowatych.

## Taksonomia
Gatunek ten opisany został po raz pierwszy w 1804 roku przez Eugeniusa Johanna Christopha Espera pod nazwą Phalaena (Noctua) radiosa. Jako miejsce typowe wskazano Górną Sabaudię we Francji.

## Morfologia

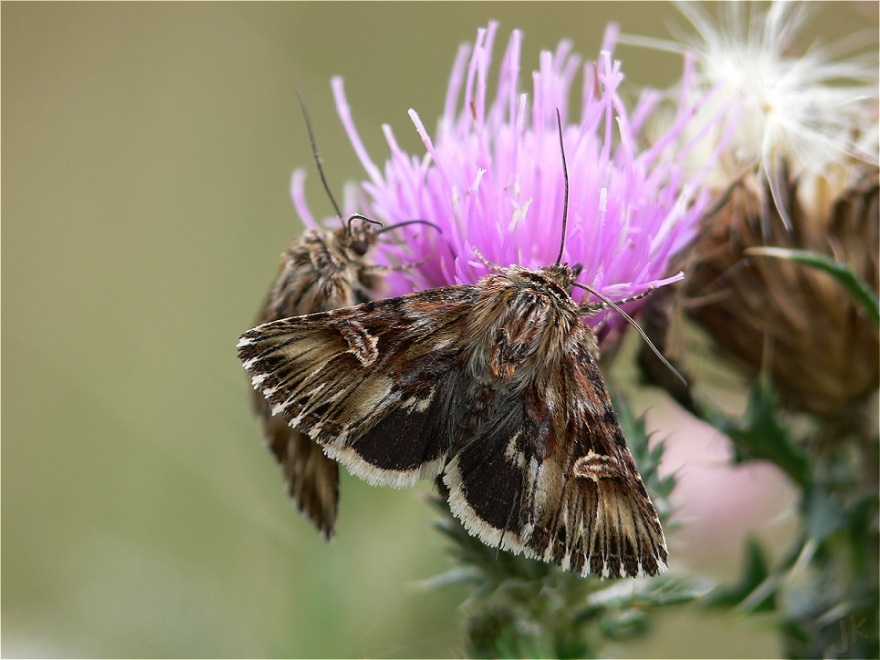
Posilające się imagines

Motyl ten osiąga od 28 do 33 mm rozpiętości skrzydeł. Głowa jego cechuje się płaskim czołem. Czułki u obu płci mają formę nitkowatą. Przednie skrzydło ma oliwkowobrązowe tło z nielicznymi jasnymi paskami podłużnymi wychodzącymi z jego podstawy. Na tle tym występuje wydłużona i wąska plamka okrągła z jasnym obrzeżeniem, duża i poprzeczna plamka nerkowata o kolorze brązowym z białym środkiem i obrzeżeniem oraz jasna, przerywana przepaska zewnętrzna. Ponadto wzdłuż krawędzi zewnętrznej skrzydła występują klinowate znaki, przechodzące na ciemnobrązową strzępinę w formie białych frędzelków. Czarne skrzydło tylne ma białawą przepaskę zewnętrzną poprzecinaną czarnymi żyłkami oraz białą strzępinę. 
Gąsienica zwykle jest szarobrązowa z rudym odcieniem. W części grzbietowej biegną ciemniejsze linie dorsalne i subdorsalne, pomiędzy którymi leżą ukośne pasy. Bokami ciała biegną linie jasnożółte, a ponad nimi szereg wydłużonych, czarniawych plamek – po parze na każdym segmencie. Ubarwienie głowy jest żółtawobrązowe, zaś płytki analnej i tułowiowej brązowe.

## Ekologia i występowanie
Owad ten zasiedla nasłonecznione stanowiska na ubogich glebach, w tym łąki mezofilne do suchych, skaliste stoki, murawy psammofilne i murawy nawapienne z jałowcem. Owady dorosłe pojawiają się w jednym lub dwóch pokoleniach w ciągu roku. Gąsienice aktywne są latem i wczesną jesienią. Są fitofagami żerującymi na dziurawcach, zwłaszcza na dziurawcu zwyczajnym. Zimowanie odbywa się w stadium poczwarki.
Gatunek palearktyczny. W Europie znany jest z Hiszpanii, Andory, Francji, Niemiec, Szwajcarii, Austrii, Włoch, Czech, Słowacji, Węgier, Rumunii, Mołdawii, Bułgarii, Słowenii, Chorwacji, Bośni i Hercegowiny, Serbii, Czarnogóry, Albanii, Macedonii Północnej, Grecji oraz europejskiej części Rosji. W Azji występuje w Turcji, Armenii, na południu Syberii i w krajach Azji Środkowej, w tym w Kazachstanie i Turkmenistanie. W Europie jest jednym z dwóch przedstawicieli rodzaju obok cmuchy przejrzystej.
Motyl ten jest w Europie Środkowej zagrożony wyginięciem, a na wielu stanowiskach wyginął już całkowicie, m.in. z powodu bardzo ekstensywnego użytkowania łąk.  Na „Czerwonej liście gatunków zagrożonych Republiki Czeskiej” umieszczony został jako gatunek bliski zagrożenia (NT).